# MX Linux
MX Linux és una distribució Linux basada en Debian estable. Nascuda a partir de les comunitats de desenvolupadors de dues distribucions Linux anteriors, antiX i MEPIS, amb programari addicional creat o empaquetat per la comunitat MX. És considerat com de pes mitjà perquè suporta programari de cos mitjà i disposa de característiques que el col·loquen al cantó superior del rendiment lleuger. MX Linux està disponible amb l'entorn d'escriptori XFCE com a principal i KDE i Fluxbox com a opcionals. Des de la versió 19 l'usuari pot escollir entre systemd o SysV init com a sistema d'init des del menú d'inici. Essent una alternativa a Devuan més fàcil d'instal·lar i amb repositoris més actualitzats.